# Góry Ishikari
Góry Ishikari (jap. 石狩山地 Ishikari-sanchi) – pasmo górskie w środkowej części japońskiej wyspy Hokkaido. 
W wąskim znaczeniu nazwa ta odnosi się do centralnego, górzystego regionu Ishikari (Ishikari-chūō-sanchi). W szerokim znaczeniu – do grup górskich, w tym grup wulkanów: Daisetsu, Tokachi i Shikaribetsu. Wszystkie wchodzą w skład Parku Narodowego Narodowy Daisetsu-zan z najwyższym szczytem całego Hokkaido, wulkanem Asahi (Asahi-dake) o wysokości 2291 m n.p.m.
Najwyższe szczyty:
- Ishikari
- Otofuke
- Mikuni
- Yuniishikari
- Numanohara

## Galeria

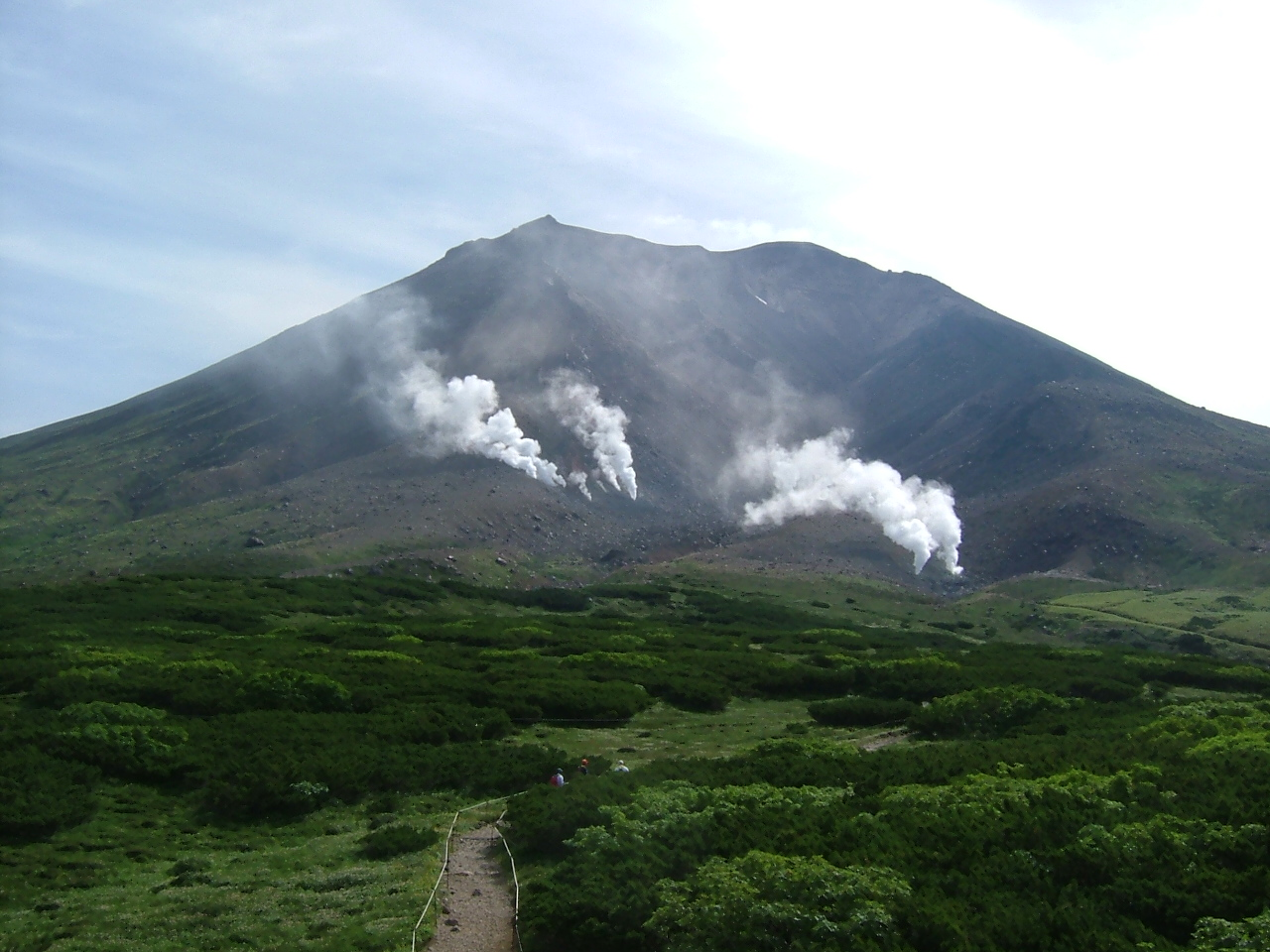
Wulkan Asahi
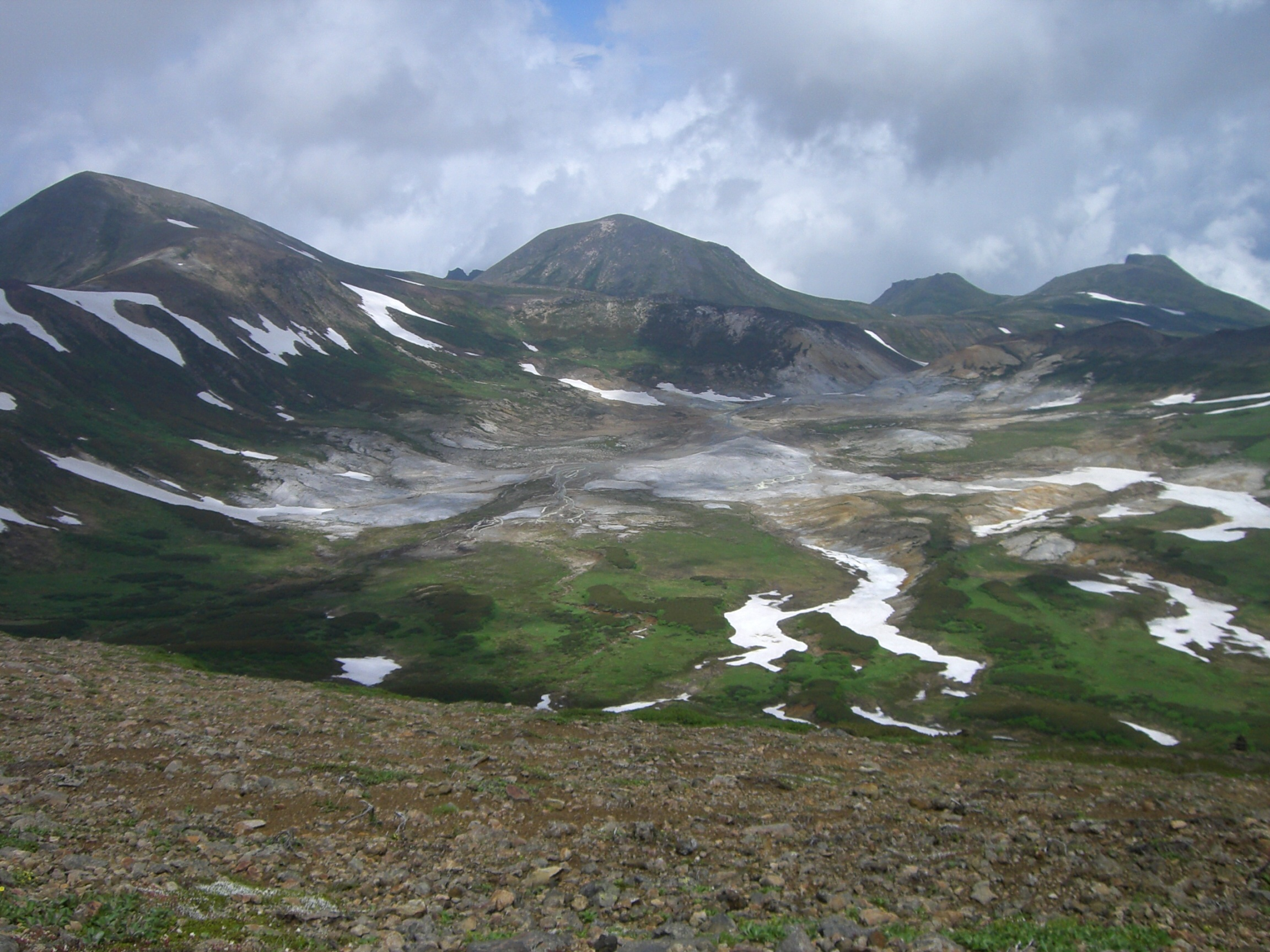
Góra Daisetsu, kaldera Ohachidaira
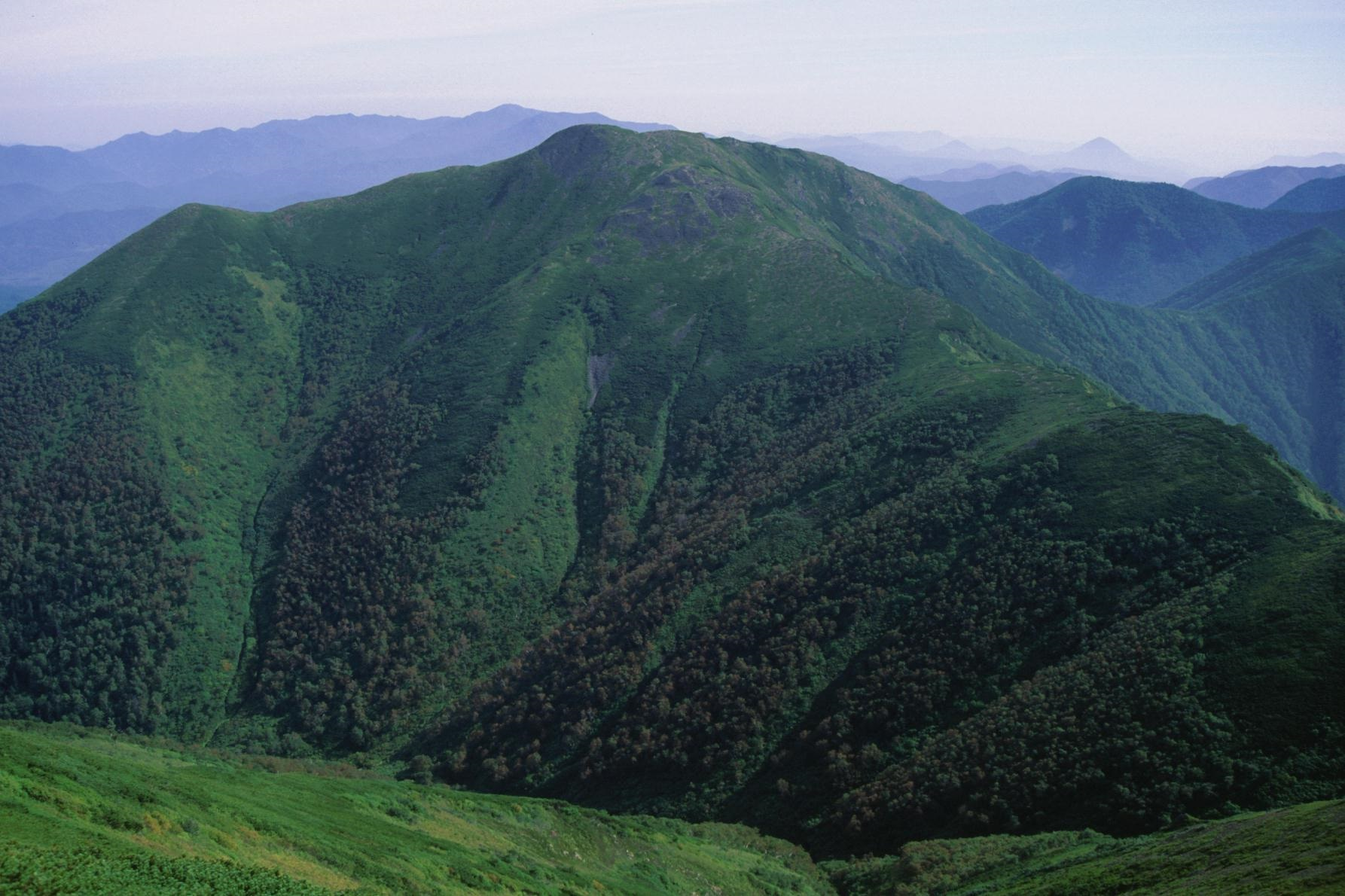
Góra Otofuke widziana z góry Ishikari
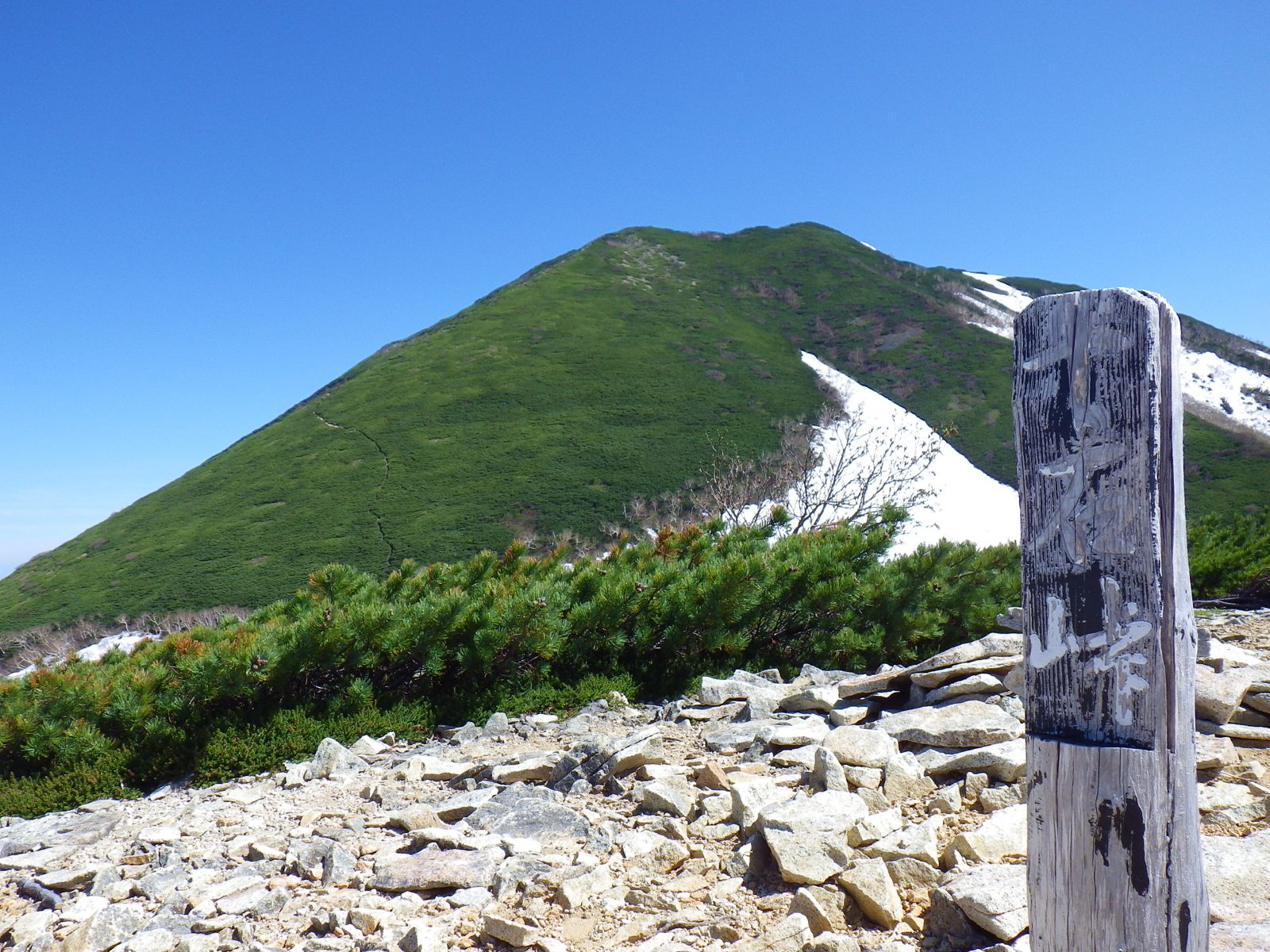
Góra Yuniishikari